# Nowostaw (rejon łucki)
Nowostaw (ukr. Новостав) – wieś położona na Ukrainie, w rejonie łuckim, w obwodzie wołyńskim, liczy 602 mieszkańców.